# Tragulus williamsoni
Tragulus williamsoni is een zoogdier uit de familie van de dwergherten (Tragulidae). De wetenschappelijke naam van de soort werd voor het eerst geldig gepubliceerd door Kloss in 1916. De soort komt voor in het noorden van Thailand en mogelijk in China. De soort is vernoemd naar de Britse verzamelaar Walter James Franklin Williamson.